# Şereflikoçhisar
Şereflikoçhisar ist eine Gemeinde und ein flächenmäßig deckungsgleicher İlçe (staatlicher Verwaltungsbezirk) in der Provinz Ankara. Die Gemeinde gehört zur Großstadtkommune Ankara (Ankara Büyükşehir Belediyesi), die alle Gemeinden der Provinz umfasst. Şereflikoçhisar ist somit ein Stadtbezirk (Stadtteilgemeinde) der Großstadt Ankara und sämtliche Siedlungen des Bezirks gehören als mahalle zur Gemeinde Şereflikoçhisar.
Şereflikoçhisar liegt unweit des Tuz Gölü.

## Name
Der Name der Stadt, Koç Hisar, auch Koçhisar, stammt von den Seldschuken und bedeutet so viel wie Widderburg. Unter İsmet İnönü wurde in den 1920er Jahren in Absprache mit Mustafa Kemal Atatürk der Name in Şereflikoçhisar geändert, um des heldenhaften Einsatzes der Soldaten aus Koçhisar bei der Schlacht von Gallipoli 1915/16 zu gedenken. Şerefli bedeutet ehrenhaft, ruhmvoll.

## Bevölkerung
Der Landkreis Şereflikoçhisar hatte bis Ende 2012 43 Dörfer, in sechs Dörfern lebten Kurden und in drei Dörfern Tataren.
| Jahr      | 1965   | 1970   | 1975   | 1980   | 1985   | 1990   | 2000   | 2007   | 2008   | 2009   | 2010   | 2011   |
| --------- | ------ | ------ | ------ | ------ | ------ | ------ | ------ | ------ | ------ | ------ | ------ | ------ |
| Einwohner | 69.201 | 75.675 | 82.207 | 79.330 | 87.893 | 60.701 | 59.128 | 27.048 | 27.602 | 28.928 | 29.091 | 29.195 |
|           |        |        |        |        |        |        |        |        |        |        |        |        |
| Jahr      | 2012   | 2013   | 2014   | 2015   | 2016   | 2017   | 2018   | 2019   | 2020   | 2021   | 2022   |        |
| Einwohner | 28.453 | 34.577 | 33.946 | 33.729 | 33.420 | 33.599 | 34.202 | 33.821 | 33.310 | 33.475 | 33.140 |        |

Zahlen aus den Jahren bis 2000 entstammen Volkszählungsergebnissen, Zahlen danach basieren auf dem 2007 eingeführten adressbasierten Einwohnerregister (ADNKS).

## Geographie

### Lage
Der Kreis Şereflikoçhisar grenzt im Norden an den Landkreis Balâ (Provinz Ankara), im Nordosten an den Hirfanlı Barajı (Hirfanlı-Stausee), der die Grenze zur Provinz Kırşehir bildet. Im Osten liegt der Landkreis Evren, der bis 1990 zu Şereflikoçhisar gehörte, im Südosten grenzt er an den Landkreis Sarıyahşi, im Süden an den zentralen Landkreis Aksaray. Im Südwesten und Westen bildet der Tuz Gölü die Grenze und im Nordwesten grenzt Şereflikoçhisar an den Landkreis Kulu, Provinz Konya.

### Klima
Es herrscht trockenes Kontinentalklima. In den Wintermonaten können die Temperaturen leicht unter Null Grad sinken. In den Sommermonaten Juli und August werden bis zu 30 Grad erreicht. Die meisten Niederschläge fallen zwischen November und Mai; in der Zeit von Juli bis September fällt so gut wie kein Regen.

### Gewässer
Einziger Fluss im Landkreis ist der Peçenek deresi, der beim Dorf Fadıllı zum Peçenek-Stausee (türkisch: Peçenek Barajı) aufgestaut ist. Er fließt weiter durch Şereflikoçhisar und mündet westlich der Stadt in den Tuz Gölü. An der Ostgrenze fließt der zum Hirfanlı-Stausee aufgestaute Kızılırmak.

## Dörfer und Ortschaften
Die Provinz Ankara wurde 1984 in eine Großstadtgemeinde (Metropolprovinz) umgewandelt. Der Kreis Şereflikoçhisar bestand aus 43 Dörfern (Köy), vier Gemeinden (Belediye:  (Çalören, Devekovan, Gülhüyük und Kacarlı)) und der Kreisstadt. Im Zuge der Verwaltungsreform von 2013 wurden Landkreise zu Stadtbezirken, die bis Ende 2012 bestehenden Dörfer zu Stadtteilen (Mahalles) darin umgewandelt. Bis auf die Kreisstädte wurden die Belediyes zu Dörfern zurückgestuft. 
2013 stieg so die Zahl der Mahalles von 28 auf (derzeit) 64.

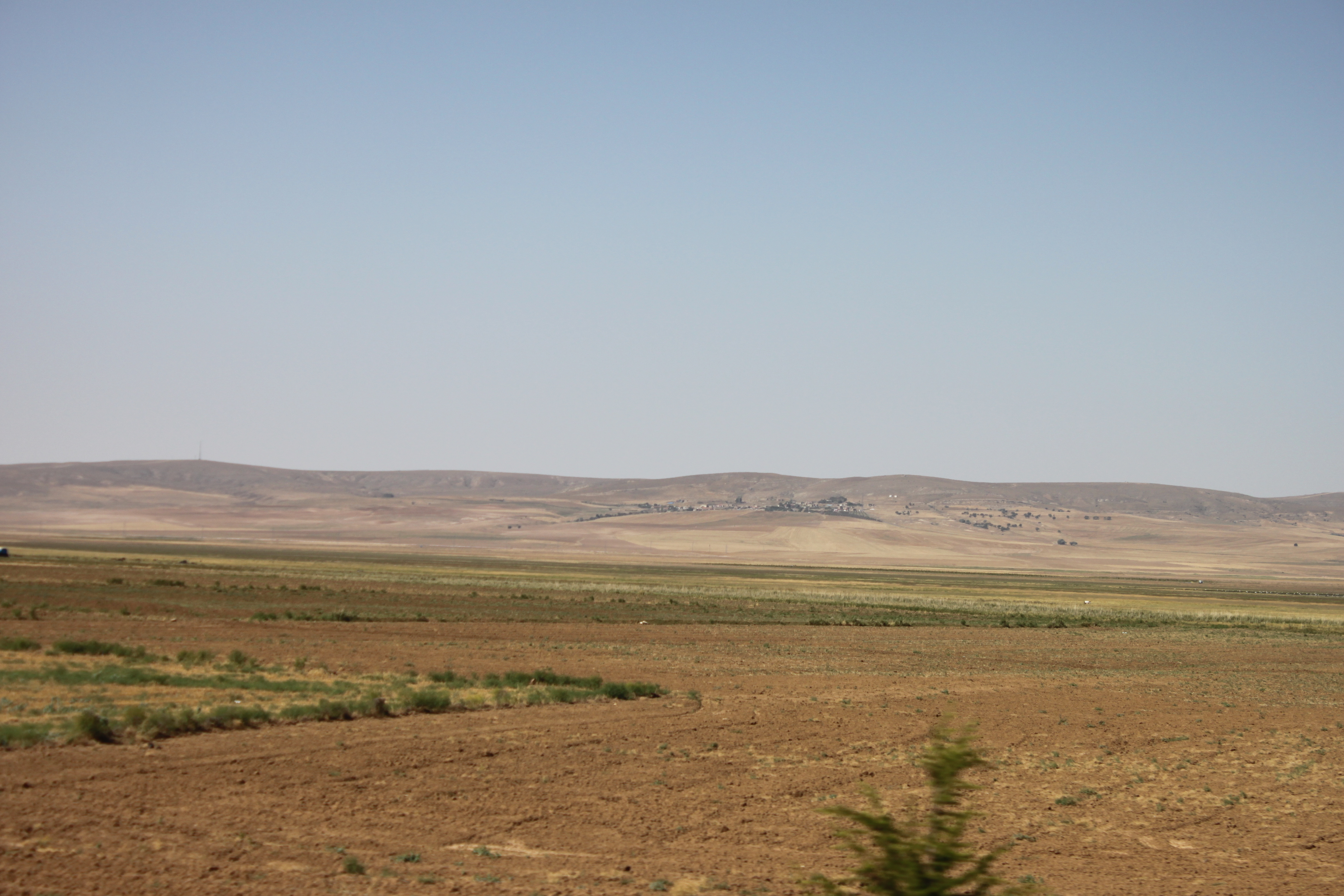
Blick nach Osten auf Karandere

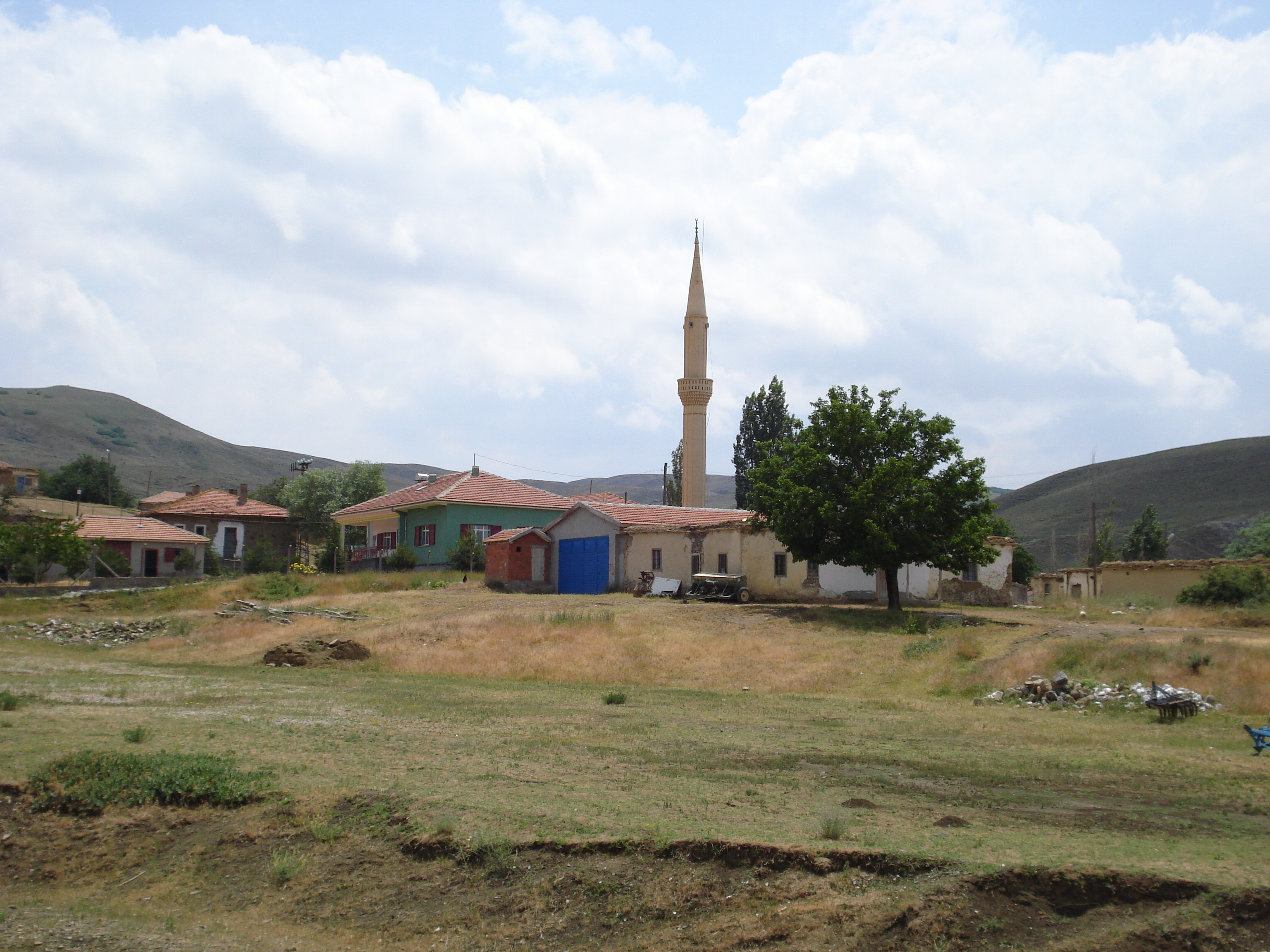
Odunbogazi, im Norden des Landkreises

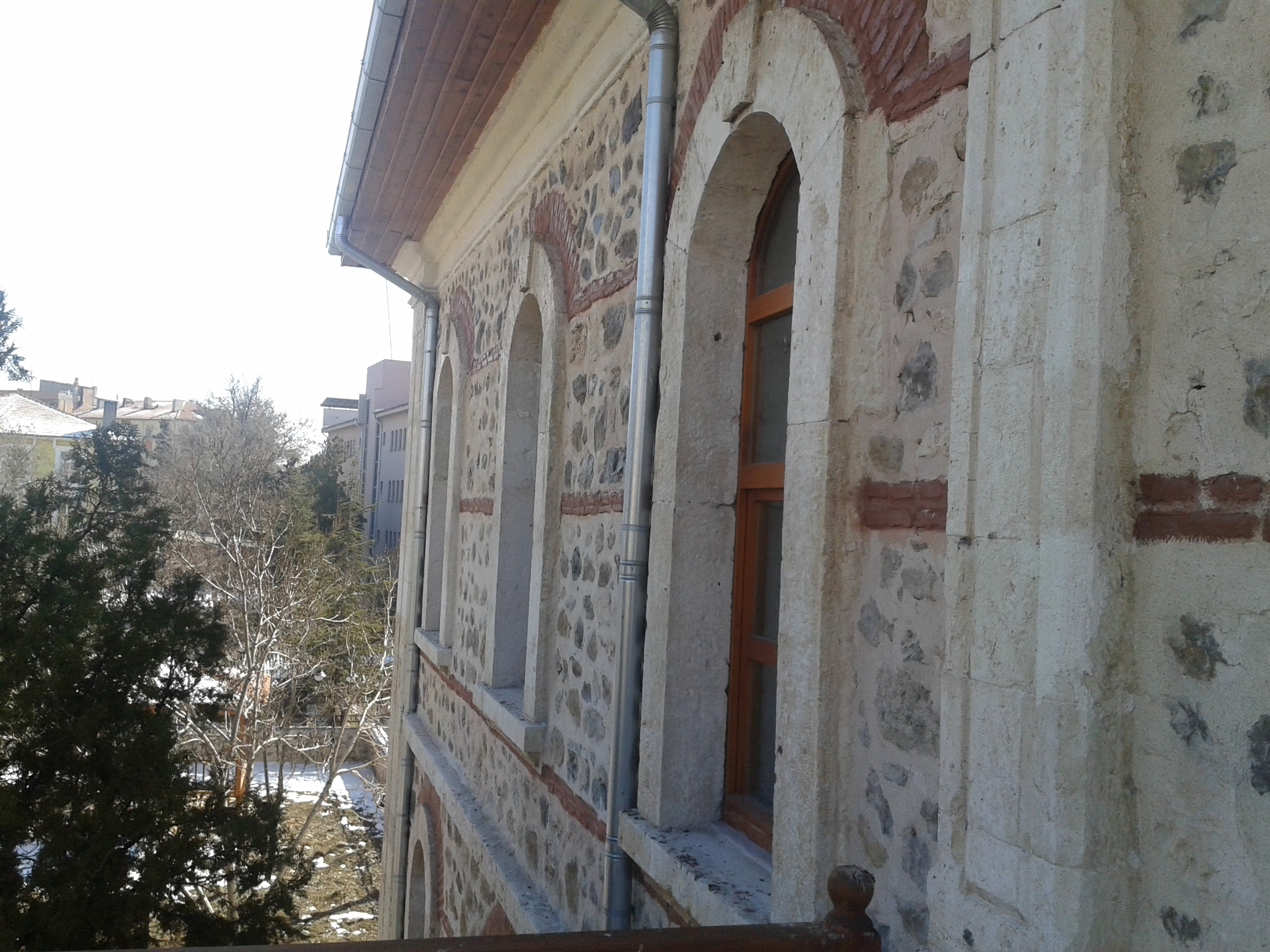
Blick aus dem Stadtmuseum

## Wirtschaft
Der größte Teil der Bevölkerung ist in der Landwirtschaft tätig.
Der wichtigste Wirtschaftszweig ist die Salzgewinnung am Tuz Gölü. Die Firma Koyuncu Kaldırım Tuz İşletmesi (Koyuncu Salt Enterprises) ist der größte türkische Salzproduzent und beschäftigt 180 Mitarbeiter (Stand 2019). Auf 18 km² wird in fünf Becken Salz gewonnen.

## Infrastruktur
Durch Şereflikoçhisar verläuft die Hauptstraße E 90. Sie ist eine Verbindung zwischen Ankara und Adana.

## Geschichte
Die Gegend um Şereflikoçhisar ist nach wissenschaftlichen Untersuchungen schon seit der Steinzeit bewohnt. Angeblich gab es auch eine Hethiter-Siedlung, die jedoch quellenmäßig nicht belegt ist. 334 v. Chr. zog Alexander der Große nach seinem Sieg über die Perser am Tuz Gölü vorbei. 275 v. Chr. wanderten die keltischen Galater ein. Im Gebiet von Şereflikoçhisar ließ sich der volkische Teilstamm der Tektosagen nieder, der am See Salzpfannen zur Salzgewinnung anlegte, das er in ganz Anatolien vertrieb.
25 n. Chr. starb der letzte Galaterkönig Amyntas, und das Gebiet wurde zur römischen Provinz Galatia, in byzantinischer Zeit gehörte es zum Thema Anatolikon.
1071 gelang es Roussel Phrangopolos, auch Ursel von Bailleul (de Ballione) genannt, eine unabhängige Herrschaft in Galatien zu etablieren. 1076 wurde er jedoch von den Seldschuken verraten, die das Gebiet um 1077 eroberten.
Mit der Eroberung durch Malik Schah I. wird der Ort erstmals erwähnt, als Malik Schah die Burg Koç Hisar errichten ließ. 1307 endete die Seldschuken-Herrschaft, und die Karamaniden sicherten sich unter Yahşı Han Bey das Gebiet um Koç Hisar.
1467 eroberte der osmanische Sultan Mehmed II. Koç Hisar und ließ die Burg zerstören. Seitdem gehörte es zum osmanischen Reich und wurde von Aksaray aus verwaltet.
1885 wurde Koç Hisar zur Stadt ernannt, 1891 wurde der Landkreis (türkisch: ilçe) Koç Hisar gebildet und gehörte zur Provinz Konya. 1920 wurde er der neu geschaffenen Provinz Aksaray zugeschlagen. 1933 kam der Landkreis zur Provinz Ankara. 1934 wurde die erste Schule in der Stadt errichtet.
1989 verlor Şereflikoçhisar nicht nur die Chance zur Weiterentwicklung zu einer Provinz, sondern auch seine Ortschaften Sarıyahşi mit ihren 7 Dörfern und Ağaçören mit ihren 27 Dörfern an die 1989 wieder eingerichtete Provinz Aksaray.
Am 9. Mai 1990 wurde um die Kleinstadt Evren zusammen mit 9 Dörfern ein eigener Landkreis gegründet und von Şereflikoçhisar ausgegliedert.

## Sehenswürdigkeiten
- Die Ruinen der antiken Stadt Parnassos. Sie liegen ungefähr acht Kilometer nördlich von Şereflikoçhisar bei dem Dorf Parlasan. Die Ausgrabungen fanden 2007 statt und es wurden Grundrisse einer Kirche und einer Bibliothek sowie Gräber freigelegt.

Die Stadt selbst enthält wenig sehenswerte Bauwerke. Die wichtigsten sind
- Sultan-Alaaddin-Moschee (türkisch: Sultan Alaaddin Camii), eine Seldschuken-Moschee, erbaut ca. 1230 bis 1230 unter dem Sultan der Rum-Seldschuken Ala ad-Din Kai Kobad I. Sie wurde 2014/15 renoviert.

- Das Grabmal von Hurşid Hatun (türkisch: Hurşid Hatun türbesi), der Frau von Ala ad-Din Kai Kobad I.; ebenfalls im Seldschuken-Stil errichtet.

- Das Grabmal von Hacı Enbiya (türkisch: Hacı Enbiya türbesi)

- Das Stadtmuseum (türkisch: Kent Müzesi); spätosmanische Architektur aus dem Jahr 1899

- Das Salzsee-Museum (türkisch: Tuz Gölü Müzesi) außerhalb der Stadt an der Straße von Ankara nach Aksaray (D 750; E 90)

Die Mauern der Burg (türkisch: Şereflikoçhisar kale) sind ein historisierender Nachbau aus dem 20. Jahrhundert ohne architektonischen Wert.

## Söhne und Töchter der Stadt
- Aziz Mahmud Hüdayi (1541–1628), Philosoph
- Ali Babacan (* 1967), türkischer Politiker